# Antemortem
Antemortem (lateinisch Vor dem Tod) ist ein Album der belgischen Funeral-Doom-Band Until Death Overtakes Me.

## Geschichte
Im Jahr 2011 stellte Stijn van Cauter, nach einem Hackerangriff auf seine Homepage der ein nicht näher benanntes Projekt um Monate zurückwarf, alle Veröffentlichungen all seiner Projekte ein. Eigenen Angaben nach, war ungewiss ob die Aktivitäten vorübergehend ruhten oder beendet waren. Zeitweilig schuf er keine weitere Musik. Zugleich gab er an, dass er noch über eine Fülle an unveröffentlichtem sowie unvollendetem Material verfüge. Eine Veröffentlichung räumte er bereits früh als Option ein.  Mit Singles und einer Kompilation begann er 2016 diese Idee zu verwirklichen. Auch in der Vorbereitung von Antemortem arbeitete van Cauter 2016 solche alten Aufnahmen und Skizzen auf und spielte zuzüglich neue Ideen ein. Das Album solle als Brücke zwischen der Vergangenheit und Gegenwart von Until Death Overtakes Me alte und neue Ideen miteinander überein bringen. Frühe Entwürfe des Titels Days Without Hope stammen aus den ersten mit Until Death Overtakes Me entstandenen Aufnahmen Before aus dem Jahr 2003. Inevitability und The Wait hingegen aus dem Jahr 2016. Im gleichen Jahr spielte er Antemortem in seinem Heimstudio Templa Libitina ohne externen Produzenten für eine Veröffentlichung über das italienische Label Dusktone ein.

## Albuminformationen
Antemortem wurde als das sechste Studioalbum der Band am 1. Januar 2017 über das italienische Label Dusktone erstmals veröffentlicht. Das Album enthält vier separate Stücke, die eine Gesamtspielzeit von 1:09:18 Stunden haben. Die Gestaltung übernahm van Cauter selbst. Es ist das erste Studioalbum nach der Zäsur durch den Hackerangriff.

### Konzept
Nachdem Until Death Overtakes Me im Jahr 2016 Singles und Kompilationen herausgegeben hatte präsentierte van Cauter mit Antemortem das erste neue Studio- und Konzeptalbum des Projektes. Der Inhalt gilt der Idee, dass das Leben unvollkommen sei und erst durch das Sterben eine Vervollkommnung fände. Van Cauter ergänzte, dass das Konzept nicht der Glorifizierung des Todes gälte, sondern das Leben als Weg zum Tod betrachte. Ausgehend von der Erkenntnis des unvermeidlichen Sterbens gehe er, unabhängig vom Danach, der Frage nach ob das Leben ein schmerzhafter Kampf sei, in welchem das Individuum in permanenter Annäherung an den Tod vorwärts geschoben wird und gezwungen ist jedem Augenblick möglichst viel Bedeutung abzugewinnen, oder es ein ruhiger Strom ist, der das Individuum als Reise, die man am besten mit offenen Augen erlebt, sanft vorwärts dem Ende entgegen trägt.

„More likely, both aspects remain at play: primal instincts balanced by intelligent rationality.“

„Wahrscheinlicher ist, dass beide Aspekte im Spiel bleiben: Urinstinkte im Gleichgewicht mit intelligenter Rationalität.“

### Stil
Antemortem entspricht dem vom Until Death Overtakes Me stets vertretenen Stil eines Ambient Funeral Doom. Dabei kombiniere das Projekt Dark Wave und Ambient mit Funeral Doom in einer Form die im Genre heraussteche. Die Variante in der van Cauter Synthesizer und digitale Sounds innerhalb des Genres nutze sei „erfrischend“ und gerade auf Antemortem „unglaublich bemerkenswert“ schrieb Cody Davis für Metal Injection. Der Einsatz von Keyboard und Synthesizer wurde dafür gegenüber früheren Veröffentlichungen von Until Death Overtakes Me, die insbesondere Ambient- und Orgel-Klänge beinhalteten, zu einem prominenteren und vielfältigeren Teil der Musik. Neben die typischen Elemente aus gelegentlichen Paukenschlägen und einem besonders tiefen Growling, das nur wenig Text vorträgt, behielt Until Death Overtakes Me das lang ausklingende Anschlagen einzelner Seiten zu einem sich erstreckenden Riffing bei, ergänzte dieses Grundmuster jedoch um Klänge von klassischen Instrumenten, insbesondere Streicher sowie solchen des Ambient und Ethereal, die über Keyboard und Synthesizer verstärkt in die Musik eingeflochten wurden um „eine verwirrende und schwindelerregende Atmosphäre“ zu erzeugen.

## Wahrnehmung
Antemortem wurde als Rückkehr des Projektes einhellig begrüßt. Dabei wurden die nuancierenden Veränderungen im Aufbau der Musik als willkommene Erweiterung des Œuvre von Until Death Overtakes Me gewertet.
Until Death Overtakes Me beweise damit erneut, dass das Projekt „zur Spitze des Funeral Doom zähle und ohne Zweifel von Fans des Genres gehört werden sollte.“ Antemortem erweise sich so als „Werk, das die Bedeutung“ von Until Death Overtakes Me als Schöpfung von Stijn Van Cauter und im Genre insgesamt besiegele. Entsprechend ließe sich das Album auch als Beleg für die stetige Entwicklung und Verbesserung von van Cauter als Künstler innerhalb den Grenzen des Genres lesen.